# Marie Weston Chapman
Pour les articles homonymes, voir Chapman.
Marie Weston Chapman (24 juillet à Weymouth dans le Massachusetts 1806 - 1885) est une abolitionniste qui a été très active dans le mouvement  antiesclavagiste aux États-Unis et une proche collaboratrice de William Lloyd Garrison. 

## Biographie
Maria Weston était l’aînée de cinq autres sœurs, Caroline, Anne, Debora, Lucia et Emma, cette dernière étant née en 1825.
Elle se maria en 1830 avec Henry Grafton Chapman. 
Elle était membre du comité exécutif de l'American Anti-Slavery Society (Société américaine contre l'esclavage), fondée en 1833.
Avec trois de ses sœurs qui ont été comme elle institutrices, Caroline, Anne, and Debora, elle a fondé la Boston Female Anti-Slavery Society en 1834.
Participante à la fondation de la New-England Non-Resistance Society en septembre 1838, elle fut l'éditrice de son organe de diffusion, le journal le Non-Resistant, de 1839 à 1842.
Étant donné son implication continue dans l'American Anti-Slavery Society, qui a subi un schisme en 1840 parce que certains membres voulaient en exclure la conscience des femmes et leur droit de parole, Maria Weston Chapman est non seulement une réformatrice qui a agi pour les droits civiques des Noirs, mais également une pionnière des droits des femmes aux États-Unis.

## Liens
- Notices dans des dictionnaires ou encyclopédies généralistes :   - American National Biography
  - Britannica
- Notices d'autorité :   - VIAF
  - ISNI
  - LCCN
  - GND
  - Belgique
  - Pays-Bas
  - Israël